# Presidentvalet i Brasilien 2018
Presidentvalet i Brasilien 2018 ägde rum den 7 oktober 2018. 
Av de 13 kandidater som deltog i första omgången, fick högernationalisten Jair Bolsonaro och vänsterkandidaten Fernando Haddad mest röster – 46 respektive 29 procent.
Eftersom ingen av dem fick mer än 50 procent, fick en andra valomgång hållas den 28 oktober mellan de två kandidaterna.

I den andra valomgången, besegrade Jair Bolsonaro Fernando Haddad med 55 procent av rösterna mot 44 procent.

## Första valomgången
| Kandidat             | Antal röster | Procent |
| -------------------- | ------------ | ------- |
| Jair Bolsonaro       | 49 277 010   | 46,03   |
| Fernando Haddad      | 31 342 051   | 29,28   |
| Ciro Gomes           | 13 344 371   | 12,47   |
| Geraldo Alckmin      | 5 096 350    | 4,76    |
| João Amoêdo          | 2 679 745    | 2,50    |
| Cabo Daciolo         | 1 348 323    | 1,26    |
| Henrique Meirelles   | 1 288 950    | 1,20    |
| Marina Silva         | 1 069 578    | 1,00    |
| Álvaro Dias          | 859 601      | 0,80    |
| Guilherme Boulos     | 617 122      | 0,58    |
| Vera Lúcia Salgado   | 55 762       | 0,05    |
| José Maria Eymael    | 41 710       | 0,04    |
| João Vicente Goulart | 30 176       | 0,03    |

## Andra valomgången
| Kandidat        | Antal röster | Procent |
| --------------- | ------------ | ------- |
| Jair Bolsonaro  | 57 797 416   | 55,13 % |
| Fernando Haddad | 47 040 380   | 44,87 % |

## Attacken mot Bolsonaro
I september 2018, i samband med sin presidentvalskampanj, blev Bolsonaro attackerad och knivhuggen i magen. Polisen identifierade och arresterade Adelio Bispo de Oliveira för överfallet ifråga. Oliveira menade att han fått order av Gud och att det var därför han gjort attacken.